# Ринус Михелс
Ринус Хендрикус Михелс (хол. Marinus („Rinus“) Jacobus Hendricus Michels; 9. фебруар 1928 — 3. март 2005) био је холандски фудбалски тренер и фудбалер. Сматра се једним од највећих тренера свих времена.

## Биографија
Рођен је у Амстердаму 9. фебруара 1928. године. За Ајакс из Амстердама је одиграо 257 утакмица и постигао 120 голова у периоду од 1946. до 1958. Освојио је национално првенство са Ајаксом 1947. и 1957. године. Пет пута је играо за репрезентацију Холандије.
Вратио се у Ајакс као тренер 1965. године и освојио је титулу првака Холандије четири пута и национални куп три пута у наредних шест година. Водио је тим до освајања Купа европских шампиона 1971. године, који је Ајакс освојио 1972. и 1973. године, али Михелс више није био тренер тима. Модернизовао је игру тима увођењем тоталног фудбала. Године 1971, Михелс је постао тренер Барселоне и освојио титулу 1974. године, када је кратко тренирао и холандску фудбалску репрезентацију. Отишао је у Сједињене Америчке Државе, где је тренирао тим Лос Анђелеса у Северноамеричкој фудбалској лиги. Тренерску каријеру у клубовима, завршио је 1989. године у Бајеру из Леверкузена.
Као тренер репрезентације Холандије (1974, 1984–1985, 1986–1988, 1990–1992), предводио је екипу до финала Светског првенства 1974. године, а 1988. године је постао европски шампион са репрезентацијом.
Због своје ауторитарне природе као тренера и тврдње да је „фудбал рат“, звали су га Генерал. ФИФА је 1999. године прогласила Михелса тренером 20. века.
Преминуо је 3. марта 2005. године у градској болници у Алсту, у Белгији, у 77. години живота након операције срца (друге од 1986. године).

## Успеси

### Играч
Ајакс
- Првенство Холандије: 1946/47, 1956/57.

### Тренер
Ајакс
- Ередивизија: 1965/66, 1966/67, 1967/68, 1969/70.
- Куп Холандије: 1966/67, 1969/70, 1970/71.
- Куп европских шампиона: 1970/71; финалиста: 1968/69.

Барселона
- Ла лига: 1973/74.
- Куп Краља: 1977/78.
- Куп сајамских градова: Суперфинале 1971.

Келн
- Куп Њемачке: 1982/83.

Холандија
- Европско првенство: 1988.
- Светско првенство финалиста: 1974.

Индивидуалне
- Награда за тренера године часописа „Светски фудбал”: 1988.[8]
- ФИФА тренер века: 1999.[1][9]
- Најбољи тренер свих времена часописа „Франс фудбал”: 2019.[10]
- Други највећи тренер свих времена часописа „Светски фудбал”: 2013.
- Други највећи тренер свих времена по ЕСПН−у: 2013.
- Холандски тренер века: 1999.
- Награда УЕФА за животно дело: 2002.[11]